# Podgajci Podravski
Podgajci Podravski su naselje u Hrvatskoj, regiji Slavoniji u Osječko-baranjskoj županiji i nalaze se u sastavu grada Donjeg Miholjca.

## Zemljopisni položaj
Podgajci Podravski se nalazi na 98 metara nadmorske visine u nizini istočnohrvatske ravnice, uz državnu granicu s Mađarskom, a sjeverno od sela protječe rijeka Drava. Selo se nalazi na državnoj cesti D34 Valpovo – Donji Miholjac. Susjedna naselja: sjeverozapadno se nalazi grad Donji Miholjac i Sveti Đurađ s kojim su spojeni, a jugozapadno su Rakitovica, Miholjački Poreč i Radikovci. Južno se nalaze Bočkinci i Čamagajevci, a jugoistočno Črnkovci naselja u susjednoj općini Marijanci. Pripadajući poštanski broj je 31552 Podgajci Podravski, telefonski pozivni 031 i registarska pločica vozila NA (Našice). Površina katastarske jedinice naselja Podgajci Podravski je 18,7 km2.

## Stanovništvo
| broj stanovnika | 682   | 683   | 667   | 761   | 842   | 909   | 887   | 958   | 977   | 1041  | 1016  | 975   | 808   | 750   | 743   | 651   | 543   |
|                 | 1857. | 1869. | 1880. | 1890. | 1900. | 1910. | 1921. | 1931. | 1948. | 1953. | 1961. | 1971. | 1981. | 1991. | 2001. | 2011. | 2021. |

Do 1890. iskazivano pod imenom Podgajci.  

## Crkva
U selu se nalazi rimokatolička crkva Sv. Martina biskupa koja pripada istoimenoj katoličkoj župi i donjomiholjačkom dekanatu Đakovačko-osječke nadbiskupije. Crkveni god (proštenje) ili kirvaj slavi se 11. studenog.

## Obrazovanje i školstvo
Osnovna škola "Hrvatski sokol" Podgajci Podravski nalazi se na samoj međi između Podgajaca i Svetog Đurađa. 

## Kultura
Kulturno umjetnička udruga "Napredak" Podgajci Podravski.

## Šport
NK Slavonija Podgajci Podravski trenutno u stanju mirovanja.

## Poznate osobe
- Vinko Bek, tiflopedagog i humanist.

## Ostalo
U selu djeluje Dobrovoljno vatrogasno društvo Podgajci Podravski, osnovano 1933., te Športsko ribolovna udruga "Šaran" Podgajci Podravski i Lovačko društvo "Fazan" Podgajci Podravski.

## Vanjske poveznice
- http://www.donjimiholjac.hr/
- http://os-hrvatskisokol-podgajcipodravski.skole.hr/  Arhivirana inačica izvorne stranice od 2. veljače 2014. (Wayback Machine)
- http://www.napredak-podgajci.com/  Arhivirana inačica izvorne stranice od 20. veljače 2014. (Wayback Machine)